# Aleksandr Dsasokhov
Aleksandr Dsasokhov (Russisk: Александр Сергеевич Дзасохов; tr. Aleksandr Sergejevitj Dsasokhov ;født 3. april 1934 i Vladikavkas) er en russisk politiker og tidligere leder af den sydrussiske republik Nordossetien (1998 – 2005).

## Karriere
Efter at have færdiggjort grundskolen i Alagir i 1952 fortsatte Aleksandr Dsasokhov på Instituttet for nordkaukasiske mine- og metallurgistudier (Северо-Кавказском горно-металлургическом институте) som han færdiggjorde i 1957. Samme år blev han også valgt som første sekretær (leder) for den nordossetiske afdeling af den kommunistiske ungdomsorganisation Komsomol, hvilket i 1958 bragte ham videre til Moskva. Mellem 1963 og 1964 arbejdede han i Cuba som leder af en gruppe russiske eksperter, der skulle hjælpe med en administrativ og geografisk reform af landet. Mellem 1967 og 1986 var han formand i en komite dedikeret til sovjetisk solidaritet med lande i Asien og Afrika. Efter en kort ophold som ambassadør i Syrien vendte han i 1988 tilbage til Rusland og Nordossetien, hvor han blev valgt som førstesekretær for den nordossetiske afdeling af det sovjetiske kommunist parti (КПСС). På den XXVIII partikongres i juni 1990 blev han valgt ind i Politbureauet ("ЦК КПСС") og sekretær for Det sovjetiske kommunistpartis centralkomite ("ЦК"). Fra 1993 – 1995 var han medlem af den Russiske føderations Statsduma. Den 18. januar 1998 vandt han med 77% af stemmerne stort over republikkens tidligere præsident Aksarbek Galasov (10%) i valget til Nordossetiens præsident, og genvalgt den 27. januar 2002 med 56% af stemmerne. Efter at have været udsat for massiv kritik for påstået uduelighed og/eller korruption i forbindelse med terrorangrebet i Beslan – hvor en skole blev besat af tjetjenske og islamiske terrorister, hvilket ultimativt resulterede i mindst 334 civile døde, heriblandt 186 børn – forlod han frivilligt sit embede den 31. maj 2005 og blev efterfulgt af Tajmuraz Mamsurov. Om end han først havde nægtet at forlade embedet under "pression fra pøblen" – og den officielle grund til hans fratrædelse var da heller ikke relateret til terrorangrebet, men drejede sig om nogle uafklarede punkter i forbindelse med tilbagevending af en gruppe ingusjetiske flygtninge til Prigorodnyjdisktriktet i det nordlige Nordossetien, hvorfra de var blevet fordrevet i 1992 i forbindelse med den ossetisk-ingusjetiske konflikt – Dsasokhov modsatte sig tilbagevendingen, da det efter hans mening kunne skabe fornyet etniske og religiøse spændinger i Nordossetien, da der i angrebet på skolen også deltog flere ingusjetiske terrorister.
Den 13. januar 2006 vidnede han i retssagen mod tjetjeneren Nurpasji Kulajev, den eneste overlevende terrorist fra angrebet mod skolen. To busfulde af tidligere gidsler fra Beslan ankom i den forbindelse til Vladikavkas for at overvære retssagen og Dsasokhovs vidneudsagn.